# SideCI
SideCIは、GitHub公式連携のコードレビュー自動化ツール。静的コード解析に基づいて設計されており、いくつもの静的コード解析ツールと連携することができる。SideCIはコーディングスタイル違反、コードの品質、コードのセキュリティー、依存性などについてチェックすることができる。東京都のスタートアップ株式会社アクトキャットによって2014年4月より開発されている。2016年8月からはRuby（汎用プログラミング言語）に対応して技術的負債を可視化する「負債カンバン」の提供を開始した。なお、そのサービス名および会社名は2018年6月13日（日本時間）においてSiderに変更されている。更に、2019年10月末日において運営会社が株式会社スリークに変更された。